# (3761) Romanskaya
(3761) Romanskaya ist ein Asteroid des Hauptgürtels, der am 25. Juli 1936 vom russischen Astronomen Grigori Nikolajewitsch Neuimin in Simejis entdeckt wurde.
Der Asteroid wurde nach Sofja Wassiljewna Woroschilowa-Romanskaja (1886–1969) benannt, der ersten russischen Astronomin.